# IC 3337
IC 3337 ist eine Spiralgalaxie vom Hubble-Typ S im Sternbild Coma Berenices („Haar der Berenike“) am Nordsternhimmel. Sie ist schätzungsweise 857 Millionen Lichtjahre von der Milchstraße entfernt.
Das Objekt wurde am 23. März 1903 vom deutschen Astronomen Max Wolf entdeckt.